# بيفهيدرازين
بيفهيدرازين هو مثبط أكسيداز أحادي الأمين غير انتقائي لا عكوس ومن مجموعة هيدرازين. استخدم سابقا مضادا للاكتئاب في ستينات القرن الماضي لكنه سحب من الاستخدام.